# Фејт (Тексас)
Фејт (енгл. Fate) град је у америчкој савезној држави Тексас. По попису становништва из 2010. у њему је живело 6.357 становника.

## Демографија
Према попису становништва из 2010. у граду је живело 6.357 становника, што је 5.860 (1179%) становника више него 2000. године.
| Група             | 2000.       | 2010.         |
| Белци             | 411 (82,7%) | 4.744 (74,6%) |
| Афроамериканци    | 11 (2,2%)   | 432 (6,8%)    |
| Азијати           | 1 (0,2%)    | 101 (1,6%)    |
| Хиспаноамериканци | 69 (13,9%)  | 948 (14,9%)   |
| Укупно            | 497         | 6.357         |